# Hlavňov (Police nad Metují)

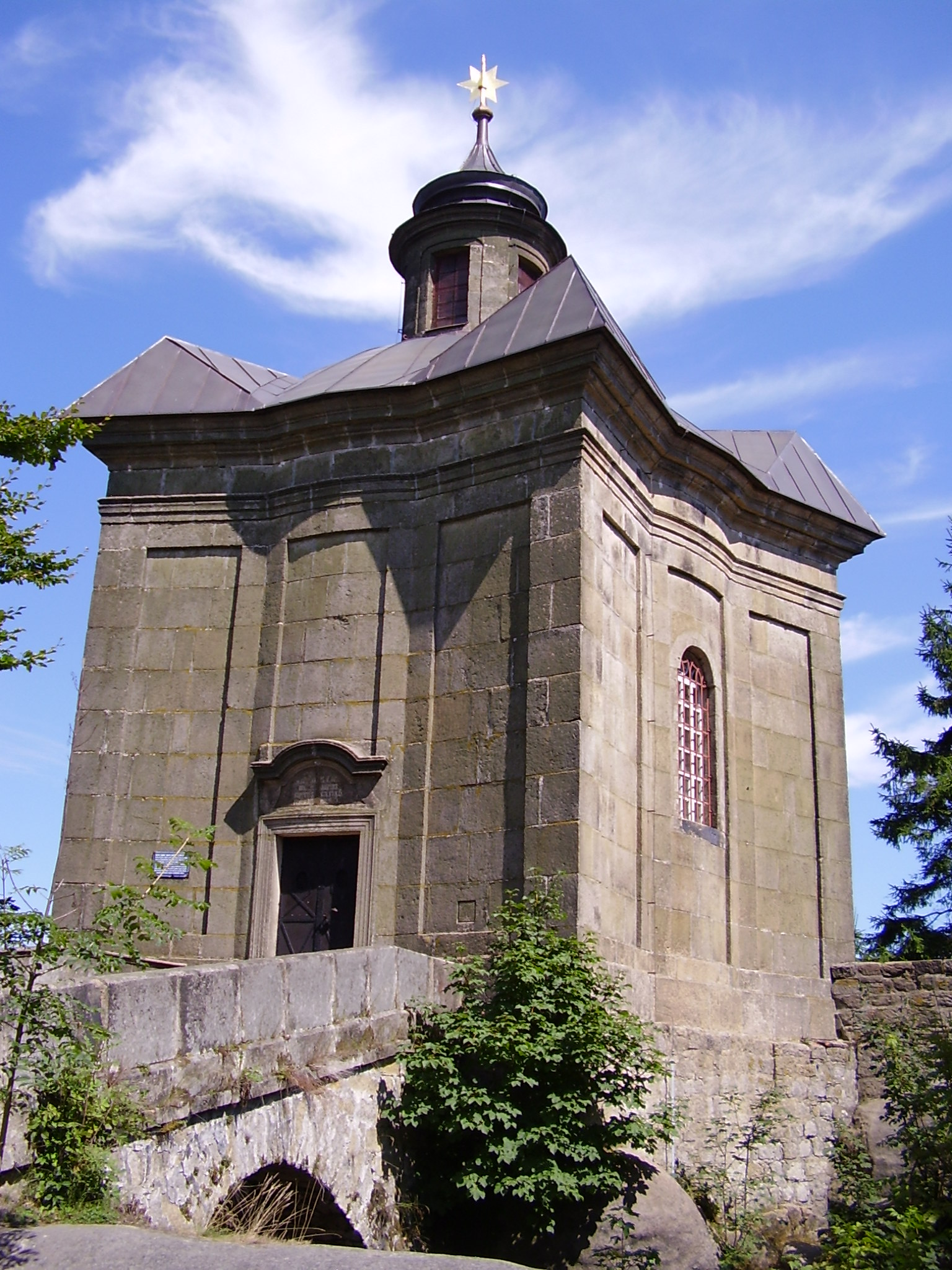
Wallfahrtskapelle Maria Schnee auf dem Stern

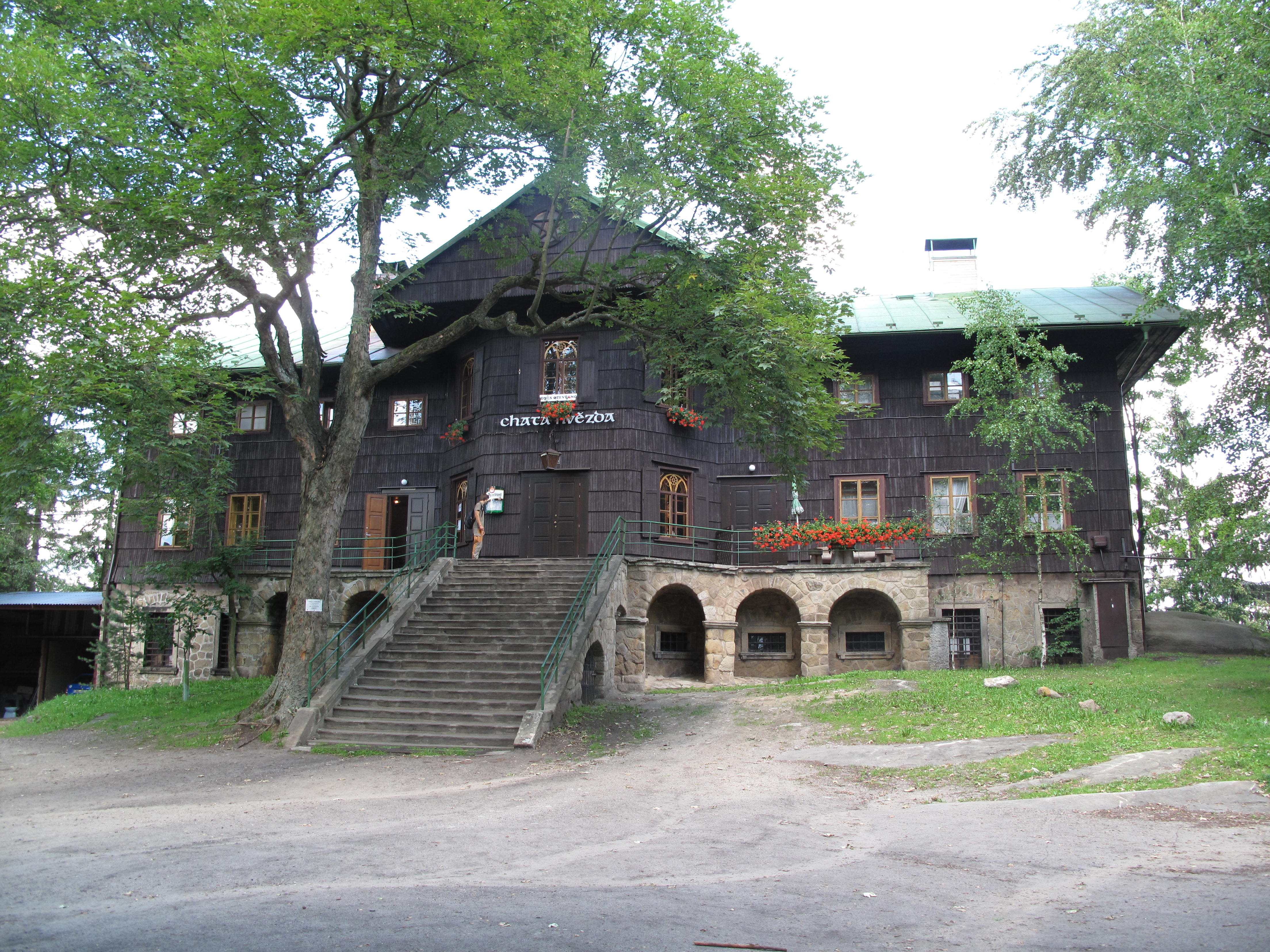
Sternbaude

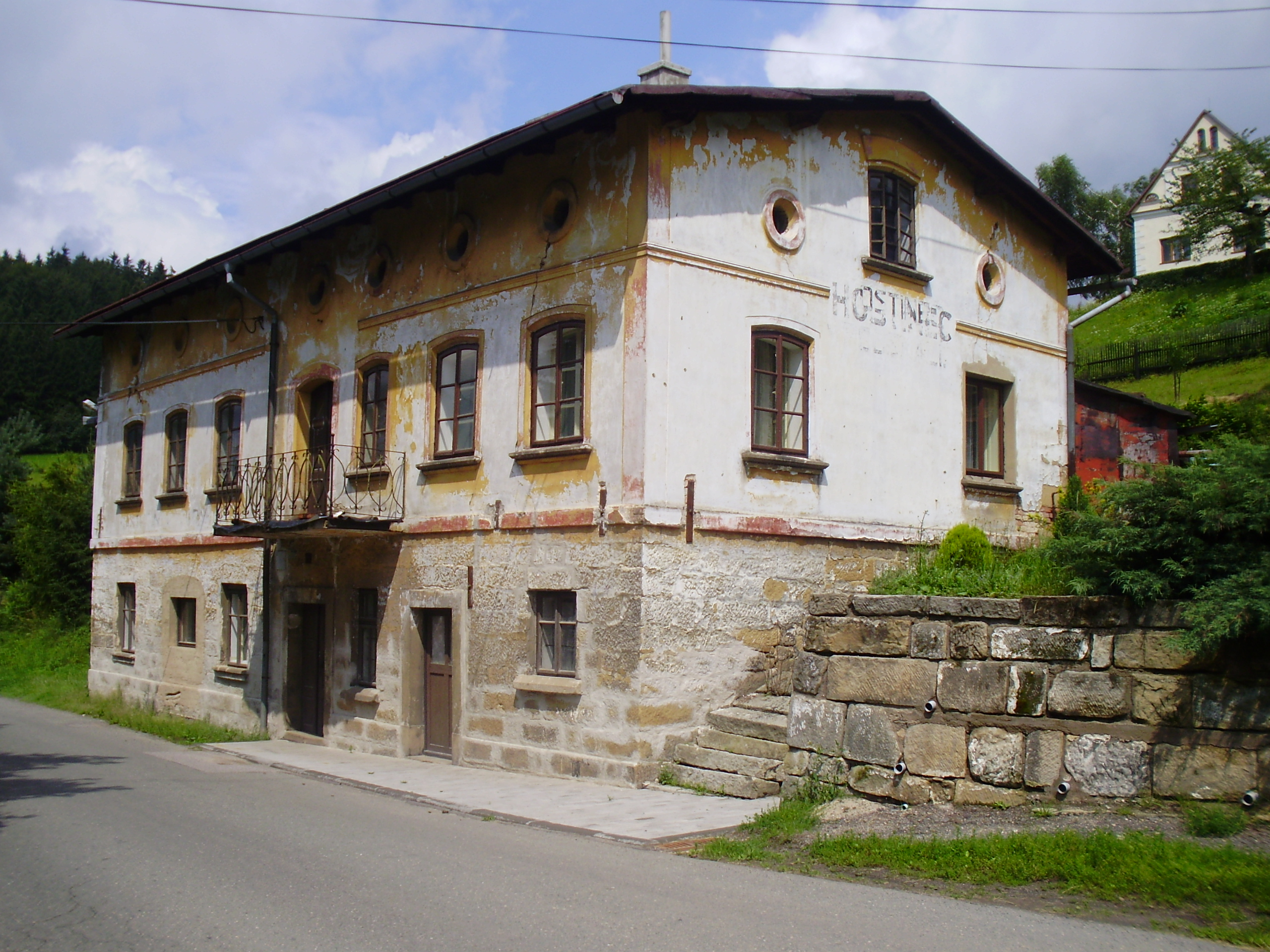
altes Wirtshaus in Hlavňov

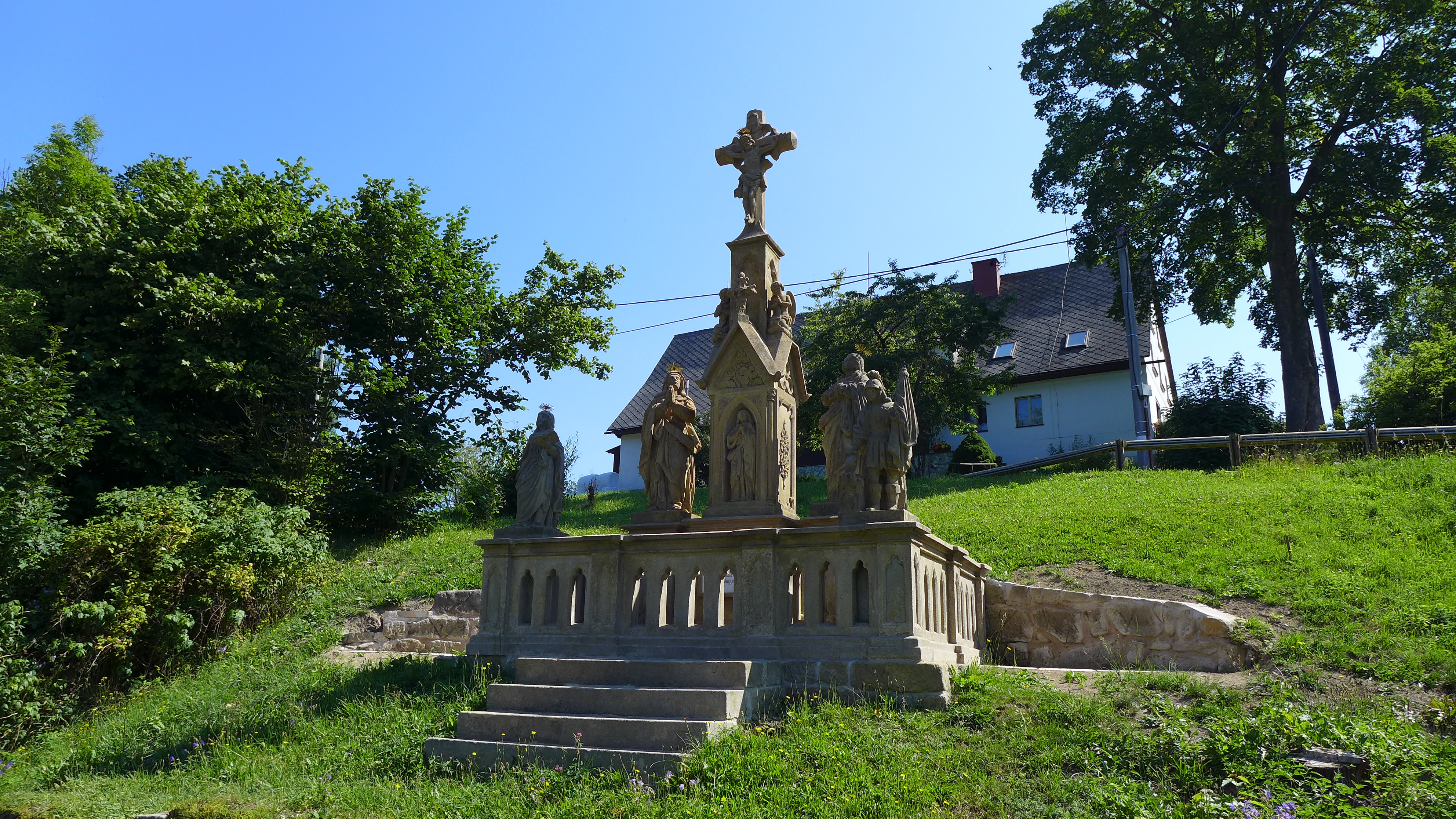
Kreuzigungsgruppe am Dorfplatz

Hlavňov (deutsch Groß Labnay, auch Groß Labney) ist ein Ortsteil der Stadt Police nad Metují in Tschechien. Er liegt drei Kilometer nordöstlich von Police nad Metují und gehört zum Okres Náchod.

## Geographie
Hlavňov erstreckt sich am westlichen Fuß des Falkengebirges (Broumovské stěny) im Tal des Baches Hlavňovský potok. Nördlich erhebt sich die Strážná hora (Hutberg, 688 m n.m.), im Nordosten die Hvězda (Stern, 674 m n.m.) und der Supí hnízdo (Geierskorb bzw. Elisabethhöhe, 702 m n.m.), östlich der Modrý kámen (686 m n.m.), im Süden der Klůček (614 m n.m.), westlich der Borek (508 m n.m.) und der Ostaš (700 m n.m.) sowie nordwestlich die Nad Březinou (583 m n.m.).
Nachbarorte sind U Raisů, Hony und Jetřichov im Norden, Amerika und Křinice im Nordosten, Jalovčinec und Martínkovice im Osten, Suchý Důl im Südosten, Ochoz und Velká Ledhuje im Süden, Police nad Metují und Malá Ledhuje im Südwesten, Bukovice und U Michálků im Westen sowie Pěkov im Nordwesten.

## Geschichte
Das im Zuge der Kolonisation der Gegend durch das Kloster Břevnov gegründete Dorf wurde 1253 erstmals urkundlich erwähnt. Groß Labnay gehörte danach über Jahrhunderte zur Stiftsherrschaft Braunau und unterstand der Propstei Politz. Das tschechischsprachige Dorf lag an der Sprachgrenze, die nördlich und westlich gelegenen Dörfer waren deutschsprachig. Nach der Aufhebung der Propstei Politz durch Kaiser Joseph II. im Jahre 1775 wurde daraus die Stiftsherrschaft Politz gebildet; unter der Bedingung der Zahlung einer jährlichen Pauschale von den Einkünften an den Religionsfonds verblieb sie im Besitz der Doppelabtei Braunau-Breunau.
Im Jahre 1836 bestand das im Königgrätzer Kreis gelegene Dorf Groß-Labney bzw. Hlawniow aus 78 Häusern, in denen 488 Personen lebten. Im Ort gab es eine Schule und eine Mühle. Östlich lagen die aufgehobene Wallfahrtskirche und die Einsiedelei Maria Stern. Pfarrort war Politz. Bis zur Mitte des 19. Jahrhunderts blieb das Dorf der Stiftsherrschaft Politz untertänig.
Nach der Aufhebung der Patrimonialherrschaften bildete Velký Hlavňov/Groß Labnay ab 1849 eine Gemeinde im Gerichtsbezirk Politz. Die bei einer Landvermessung irrtümlich der Gemeinde zugeschriebene Siedlung Klein Hutberg (Malé Hony) wurde 1866 wieder von Velký Hlavňov abgetrennt und der Gemeinde Hutberg zuteilt. Im Jahre 1868 wurde Velký Hlavňov dem Bezirk Braunau zugeordnet. 1878 kaufte die Gemeinde eine vierrädrige Handfeuerspritze; am 15. Juli 1883 wurde die Freiwillige Feuerwehr gegründet. Auf Anordnung der Linguistischen Kommission in Prag wurde 1920 der tschechische Ortsname Velký Hlavňov in Hlavňov abgeändert.
Nach dem Münchner Abkommen verblieb Hlavňov/Groß Labnay bei der "Resttschechei" und wurde dem Okres Náchod zugeordnet. Das Dorf war bis 1945 Grenzort zum Deutschen Reich, die Reichsgrenze verlief nördlich und östlich von Hlavňov. Nach dem Ende des Zweiten Weltkrieges kam Hlavňov zum Okres Broumov zurück. Am 5. Juli 1959 wurde die Straße von Hlavňov zur Sternbaude feierlich eingeweiht. Im Zuge der Gebietsreform von 1960 erfolgte die Aufhebung des Okres Broumov, seitdem gehört Hlavňov zum Okres Náchod. Ab 1961 war Hlavňov mit Bukovice zur Gemeinde Hvězda vereinigt; am 1. Juli 1985 erfolgte die Eingemeindung nach Police nad Metují. 1991 hatte Hlavňov 150 Einwohner. Im Jahre 2001 bestand das Dorf aus 98 Wohnhäusern, in denen 151 Menschen lebten.

## Ortsgliederung
Der Ortsteil Hlavňov bildet einen Katastralbezirk. Zu Hlavňov gehört die Einschicht Hvězda (Maria Stern).

## Sehenswürdigkeiten
- Supí hnízdo (Geierskorb bzw. Elisabethhöhe) im Falkengebirge, der Felsgipfel bietet eine weite Fernsicht über die breiten Täler der Steine und Mettau. Umgeben wird er von den markanten Sandsteinfelsen der Weckersdorfer Felsenstadt.
  - Kovářova rokle (Schmiedegrund), die bis zu 60 m tief in die Sandsteinfelsen eingeschnittene Schlucht erstreckt sich über einen Kilometer vom Skalní divadlo (Felsentheater) am Fuße des Supí hnízdo nach Südwesten. In der Schlucht befinden sich die Höhlen Schmiede (Kovárna), Mauseloch (Myší díra) und Mariengrotte (Mariánská jeskyně).
  - Písková rokle, Felsschlucht südlich des Supí hnízdo.
- Hvězda (Stern), der Felsgipfel liegt nordwestlich des Supí hnízdo im Falkengebirge und gehört ebenfalls zur Weckersdorfer Felsenstadt. Er bietet ebenfalls eine weite Aussicht, die im Wesentlichen der vom höheren Supí hnízdo gleicht.
  - Wallfahrtskapelle Maria Schnee auf dem Stern (kaple Panny Marie Sněžné), auch Sternkirchlein bzw. Morgensternkapelle genannt; die barocke Kapelle mit dem Grundriss eines fünfzackigen Sterns wurde zwischen 1731 und 1733 auf Veranlassung des Braunauer Abtes Othmar Zinke nach Plänen von Kilian Ignaz Dientzenhofer errichtet. Die Wallfahrtskapelle wurde 1787 im Zuge der Josephinischen Reformen aufgehoben und ihre Ausstattung versteigert. Unterhalb der Kapelle befand sich die Einsiedelei Maria Stern. Auf Initiative des Abtes Johann Nepomuk Rotter und des Einsiedlers Christian Goldstein kaufte das Stift Braunau 1852 das Terrain am Stern zurück und ließ die zur Ruine verfallene Kapelle wieder aufbauen.
  - Chata Hvězda (Sternbaude), die Bergbaude im Schweizerstil wurde 1852 auf Veranlassung des Abtes Johann Nepomuk Rotter unterhalb der Kapelle errichtet.
  - Hrubá rokle, Felsschlucht südlich der Hvězda.
- Statue des hl. Johannes von Nepomuk vor dem Haus Nr. 75 in Hlavňov, die Figur stand ursprünglich in Machov und wurde 1871 nach Hlavňov umgesetzt.
- Kreuzigungsgruppe auf dem Dorfplatz, geschaffen 1860 vom Bildhauer I. F. Pfeifer aus Starkstadt.
- Zwei Wegkreuze:[6]
  - Sandsteinernes Kreuz beim Spritzenhaus, errichtet 1795.
  - Wegkreuz mit Relief der hl. Veronika, in den Wiesen nördlich des Dorfes über dem Weg nach Hony, errichtet 1832.